# Martin Schlumpf

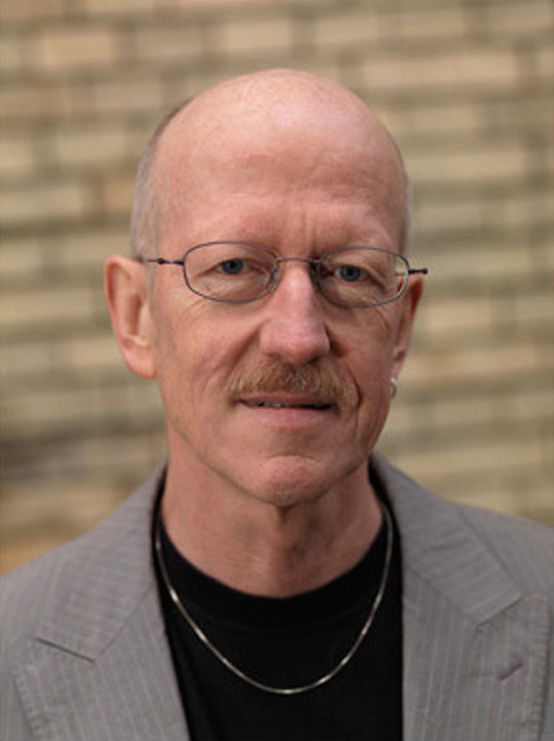
Martin Schlumpf

Martin Schlumpf (* 3. Dezember 1947 in Aarau) ist ein Schweizer Musiker, Komponist und Improvisator (Kontrabass, Saxophon und Bassklarinette).

## Leben
Schlumpf studierte in Zürich Klarinette (Hansjürg Leuthold), Klavier (Warren Thew, Evelyne Dubourg), Dirigieren (Ferdinand Leitner) sowie Theorie und Komposition (Rudolf Kelterborn). Weiterführende Kompositionsstudien führten ihn zu Boris Blacher nach Berlin.
Von 1977 bis 2011 unterrichtete Schlumpf als Professor für Musiktheorie und Gruppenimprovisation am Departement Musik der ZHdK, Zürcher Hochschule der Künste (früher Musikhochschule). Von 1999 bis 2010 war er Konventspräsident im Departement Musik, von 2008 bis 2010 zudem Senats- und Hochschulversammlungspräsident.
Schlumpf war immer sowohl als Komponist als auch als Improvisator tätig.
Seine kompositorische Entwicklung lässt sich in vier Phasen gliedern:
1. 1970–1979 Erfolgreiche Tätigkeit (mehrere Preise) im Rahmen einer gemässigten Moderne dieser Zeit;
2. 1980–1990 Das rein kompositorische Interesse tritt zugunsten improvisatorischer Prozesse in den Hintergrund;[1]
3. 1991–2000 Wieder verstärkte Fokussierung auf das Komponieren, jetzt mit einem ausgeprägteren Personalstil mit Einflüssen aus dem Jazz und der Minimal Music;
4. Ab 2001 Das immer stärker hervortretende polymetrische Denken führt zum Einbezug des Computers in seine Musik (Heimstudio in Würenlingen).

Die improvisatorische Entwicklung fand bereits in der Jugend Schlumpfs einen ersten Höhepunkt: als Bassist im Jürg Sommer Terzett am Internationalen Amateur Jazzfestival im Corso Zürich (1964–67 mit mehreren Auszeichnungen).
1980 wandte sich Schlumpf vom Komponieren ab und gründete seine erste eigene Jazzformation, das «Trio 80», mit Urs Blöchlinger und verschiedenen Perkussionisten (zuletzt Burhan Öçal). Spätere eigene Improvisationsgruppen waren das elfköpfige Orchester «Swiss Fusion», 1984 (u. a. Omri Ziegele, Martin Schütz, Kornelia Bruggmann, Marco Käppeli) sowie vor allem die Gruppe «Bermuda Viereck», mit der er von 1985 bis 1993 in unterschiedlichen Besetzungen tätig war (u. a. Urs Blöchlinger, Dieter Ulrich, Christoph Baumann, Stephan Diethelm).
Daneben spielte Schlumpf in vielen weiteren Ensembles anderer Musiker: u. a. im Filmmusic Project von Christoph Baumann, im «Duck Dich»-Cabaret mit Martin Hamburger, im John Tchicai-Orchestra, in «Cadavre exquis» von Urs Blöchlinger (u. a. Tom Varner, David Taylor, Nat Su, Hämi Hämmerli) und in Lesungen zusammen mit Klaus Merz.
Von 1987 bis 2004 war Schlumpf als Sopransaxophonist Mitglied des Aargauer Saxophonquartetts.
Im Rahmen eines Forschungsauftrages der Zürcher Hochschule der Künste hat sich Schlumpf von 1999 bis 2003 intensiv mit den Player Piano Studies von Conlon Nancarrow auseinandergesetzt. Als Resultat liegt die CD Die Kunst des Tempokanons mit Computerbearbeitungen von 14 Studien Nancarrows vor.
Seit 2009 arbeitet Schlumpf mit der amerikanischen Plattenfirma PARMA Recordings zusammen.
Seit 2015 ist er künstlerischer Leiter der Konzertreihe "schlumpf+" in der Druckerei Baden AG.
Schlumpf wohnt seit 1985 zusammen mit seiner Frau Antoinette Schweickhardt in Würenlingen AG.

## Werke (Auswahl)
- 5 Stücke für grosses Orchester, 1973
- Tenebrae für Sopran, Alt, Bariton, gemischten Chor, 5 Blechbläser, Cembalo und Streichquintett (nach Paul Celan), 1976/77
- Jeux für 3 Klarinetten, 1979
- Ostinato II für drei improvisierende Musiker und Orchester, 1982
- Winterkreis für Saxophon-Quartett, 1991
- December Rains für Klavier solo, 1992/93
- Mouvements für Klavier und Orchester, 1994/99
- Frühling für Schlagzeug-Quartett, 1995
- …aufflattern mit dunklen Gesichtern die Fledermäuse…, Herbstmusik für vier Frauenstimmen, 1995
- Trio für Klarinette, Violoncello und Klavier, 1997
- Rattaplasma 2 für Klarinette und Computer (Ambisonics), 2001
- Waves, Konzert für Solo-Cello, obligate Trompete, Streichorchester und Elektronik, 2002
- pulsar_1 für Flöte, Klarinette, Akkordeon, Schlagzeug und Computer (Ambisonics), 2006/07
- Sommerkreis für Streichquartett, 2007
- pulsar_2 für Stimme, Flöte, Klavier und Computer (Ambisonics), 2009
- Streams, Doppelkonzert für Klarinette, Bassposaune und 17 Instrumente, 2010
- The Five Points für Klarinette und Streichquartett, 2012
- Spiegelbilder für Viola, Cello und Klavier, 2013
- Pandora's Promise für Altsaxophon, Cello und Klavier, 2014
- Triple Suite, Tripelkonzert für Violine, Cello, Klavier und Orchester, 2015
- Les Extrèmes se touchent für Cello und Klavier, 2015

## Tonträger (Auswahl)
- Swiss Fusion 84 – Live (utr 4009 LP), 1984
- Noblesse galvanisée (PL 1267-20/21 2LP), Martin Schlumpf's Bermuda Viereck, 1985
- Martin Schlumpf’s Bermuda Viereck (utr 4038 CD), 1990
- Cumuli (utr 4049 CD), Martin Schlumpf’s Bermuda Viereck, 1992
- Martin Schlumpf: Vier Jahreszeiten (Musikszene Schweiz CD 6129), 1996
- Conlon Nancarrow – Martin Schlumpf: Die Kunst des Tempokanons (artist.cd, ARTS 8103 2), 2004
- Timegrid_01 (tgmusic 47.101), Zweizeit, 2008
- pulsar_1 (tgmusic 47.102 / ZHdK Records 15/09), Martin Schlumpf, 2009
- Summer Circle (Navona Records, NV5873), 2012
- The Five Points (NEOS, 11519), 2015

## Auszeichnungen (Auswahl)
- 1. Preis in den Kompositionswettbewerben der Stadt Zürich 1972 und 1979
- 1. Preis im Kompositionswettbewerb der Tonhalle-Gesellschaft Zürich 1975
- Werkjahre des Aargauer Kuratoriums und der Stadt Zürich